# Emblem Road
Emblem Road, född 20 april 2018 i Kentucky, är ett engelskt fullblod, mest känd för att ha segrat i Saudi Cup (2022).

## Bakgrund
Emblem Road är en mörkbrun hingst efter Quality Road och under Venturini (efter Bernardini). Han föddes upp av Brushy Hill, LLC och ägs av den saudiske prinsen Saud Bin Salman Abdulaziz. Han tränas av Mitab Almulwah och rids oftast av Wigberto S. Ramos.
Emblem Road började tävla den 7 november 2020 och har sprungit in totalt 10 106 667 dollar på 9 starter, varav 7 segrar, 1 andraplats och 1 tredjeplats. Han har tagit karriärens hittills största seger i Saudi Cup (2022).

## Karriär
Emblem Road har uteslutande tävlat i Saudiarabien, och segrade som treåring i  Taif Cup. Som nybliven fyraåring segrade han i King Faisal Cup och anmäldes därefter till 2022 års Saudi Cup, det mest penningstinna löpet i världen. Löpet fick även grupp 1-status 2022. Ett fält på 14 hästar presenterades innan löpet, bland annat 2021 års segrare av Saudi Cup, Mishriff. Andra noterbara hästar var bland annat segraren av 2021 års Kentucky Derby, Mandaloun, segraren av Champions Cup, T O Keynes, segraren av Woodward Stakes, Art Collector, segraren av Breeders' Cup Distaff, Marche Lorraine och segraren av Champion Stakes, Sealiway.
I löpet startade Emblem Road från spår 4, och var spelad till oddset 80–1. Emblem Road var sist iväg efter en dålig start, men efter ett hårt tempo under löpet lyckades han spurta om ledande Country Grammer på upploppet och segra. Segern i löpet var värd 10 miljoner dollar.